# Morbus Grover
Morbus Grover (transitorische akantholytische Dermatose), auch Grover-Krankheit (engl.: Grover’s Disease), ist eine Erkrankung der Haut mit unbekannter Ursache, die sich durch juckende Papeln am Rumpf bemerkbar macht und erstmals im Jahr 1970 durch den US-amerikanischen Dermatologen Ralph W. Grover beschrieben wurde.

## Epidemiologie
Männer sind dreimal häufiger betroffen als Frauen. Hellhäutige Männer scheinen ebenfalls überproportional oft zu erkranken. Morbus Grover tritt häufiger bei Patienten in der zweiten Lebenshälfte auf. Insgesamt geht man von einer seltenen Krankheit aus. Familiäres Auftreten konnte nicht beobachtet werden.

## Ursache
Die zugrundeliegenden Ursachen der Erkrankung sind bis heute nicht bekannt, allerdings scheinen Sonnenlicht, übermäßiges Schwitzen, Hitze und Infektionen als mögliche Auslöser in Frage zu kommen.

## Symptome
Klassisch sind verteilte, gerötete und teils verhornte quaddelförmige Papeln und Papulovesikel, die häufig in den Schweißrinnen auftreten und nicht ineinander übergehen. Chronischer starker Juckreiz der betroffenen Gegend begleitet die Erkrankung.

## Diagnose
Zur Diagnosesicherung wird eine histologische Untersuchung zum Nachweis der Akantholyse durchgeführt.

### Differentialdiagnose
Abzugrenzen sind Prurigo simplex subacuta, Morbus Duhring, Scabies, Miliaria rubra, Morbus Darier und Follikulitis.

## Behandlung
Der Juckreiz kann durch lokal angewendete Steroide gelindert werden. Wenn dies nicht anschlägt, kann auch eine systemische Behandlung in Betracht gezogen werden. Außerdem kommen Antihistaminika, Isotretinoin und Phototherapie zum Einsatz.

## Prognose
Die Grover-Krankheit hat in den meisten Fällen einen günstigen Verlauf. Die Beschwerden klingen für gewöhnlich nach Wochen oder Monaten von selbst ab, wobei ältere Patienten meist eine stärkere Ausprägung und Dauer des Krankheitsbildes aufweisen. In seltenen Fällen können die Symptome mehrere Jahre anhalten.